# Маунтлейк-Террас
Маунтлейк-Террас (англ. Mountlake Terrace) — город в округе Снохомиш в штате Вашингтон в Соединённых Штатах Америки.
С начала XXI века число жителей в городе почти не менялось и находилось в районе 20 тысяч, с отклонениями в ту или иную сторону до тысячи человек. По данным переписи населения 2020 года в США, население Маунтлейк-Террас составляло 19 909 человек.

## История
Город был основан в 1949 году застройщиками на месте заброшенного аэродрома с целью предоставления недорогого жилья ветеранам. За пять лет сообщество выросло до более чем 5000 человек и в 1954 году получило статус города.
В городе есть несколько парков, включая доступ к озеру Баллинджер, где проводится ежегодный летний фестиваль, который является частью более масштабного «Seafair».

## География
Самая высокая точка Маунтлейк-Террас — 140 метров над уровнем моря.
По данным Бюро переписи населения США, общая площадь города составляет 4,16 квадратных миль (10,77 км2), из которых 4,06 квадратных миль (10,52 км2) — это суша и 0,10 квадратных миль (0,26 км2) — водная поверхность.